# 小隅甲螨科
小隅甲螨科（学名：Microtegeidae）为疥螨目的一个科。

## 下级分类
本科包括以下属：
- 小隅甲螨属 Microtegeus Berlese, 1916
- Suctotegeus Mahunka, 1987